# Ди Ди Бриџвотер
Ди Ди Бриџвотер (енгл. Dee Dee Bridgewater), право име Дениз Ајлин Гарет (енгл. Denise Eileen Garrett; Мемфис, 27. мај 1950) је америчка џез-певачица. Освајачица је два Гремија, два Тонија и води радио-емисију „Џез-сет са Ди Ди Бриџвотер“ ("JazzSet with Dee Dee Bridgewater") на Националном јавном радију у САД. Она је амбасадорка Уједињених нација Организације за исхрану и пољопривреду (FAO).

## Биографија
Рођена је у Мемфису, у Тенесију, а одрасла је у Флинту, у Мичигену. Њен отац, Метју Герет је био џез-трубач и наставник у средњој школи па је, уз њега, Дениз била одмалена под утицајем џеза. Са 16 година, певала је у рок- и РНБ-триу по мичигенским клубовима. Са 18, студирала је на Мичигенском државном универзитету, а затим на Илиноиском универзитету. Са његовим музичким саставом, свирала је по Совјетском Савезу 1969. године. Следеће године, упознала је трубача Сесила Бриџвотера и они су се, након што су се венчали, преселили у Њујорк, где је Сесил свирао у групи Хораса Силвера.
Године 1971, Ди Ди се придружила оркестру Теда Џоунса и Мела Луиса као главни вокал. Наредних година, почела је њена џез-каријера. Наступала је са многим познатим џезерима тог времена: Сонијем Ролинсом, Дизијем Гилеспијем, Декстером Гордоном, Мексом Роучом и другима. Године 1974, појавио се њен први албум: „Афро блу“ ("Afro blue"), а она је наступала на Бродвеју, у мјузиклу „Виз“ ("The Wiz") и, за улогу Глинде, Добре Вештице, добила је награду Тони за најбољу споредну глумицу за 1975. годину. Такође је, 1976, освојила награду Греми за најбољи албум коришћен у мјузиклу.
Касније се појављивала у другим представама. Након туре по Француској 1984. године, са мјузиклом „Префињене даме“, преселила се у Париз 1986. Исте године, наступила је у представи „Леди Деј“ као Били Холидеј и за ту улогу је номинована за награду Лоренс Оливије. Крајем 80их и почетком 90их, вратила се џезу. Наступила је на џез фестивалу у швајцарском граду Монтреу 1990, а четири године касније, сарађивала је са Хорасом Силвером и издала албум: „Љубав и мир: Омаж Хорасу Силверу“ ("Love and Peace: A Tribute to Horace Silver"). За албум из 1997. године − „Драга Ела“ ("Dear Ella"), освојила је, 1998, Гремија за најбољи џез вокални албум, а албум из 1998 − „Уживо код Јошија“ ("Live at Yoshi's") је такође био номинован за Гремија. Уследили су албуми: „Ово је ново“ (""), 2002. и „Имам две љубави“ (""), 2005. године. Њен последњи албум, „Црвена земља“ ("Red Earth") издат је 2007. године, а на њему се Ди Ди бави музиком надахнутом афричком музичком традицијом.
Ди Ди Бриџвотер ће наступити у Београду 29. октобра 2007, у оквиру Београдског џез фестивала.

## Награде
Бриџвотер је прва Американка укључена у Високи савет франкофоније. Пролећа 2007, добила је титулу команданта Реда уметности и књижевности Француске (Comandeur de l’Ordre des Arts et des Lettres). Такође је освојила награду Тони за 1975 годину, за наступ у мјузиклу „Виз“.

## Породични живот
Ди Ди је мајка троје деце, Тулани Бриџвотер (из брака са Сесилом Бриџвотером), Чајне Мозес (из брака са режисером Џилбертом Мозесом) и Габријела Дирана (из садашњег брака са Французом Жан-Маријем Дираном).

## Дискографија
- „Афро блу“ ("Afro Blue"), 1974,
- „У Монтреу“ ("In Montreux"), 1992,
- „Одржавање традиције“ ("Keeping Tradition"), 1993,
- „Љубав и мир: Омаж Хорасу Силверу“ ("Love and Peace: A Tribute to Horace Silver"), 1995,
- „Драга Ела“ ("Dear Ella"), 1997,
- „Уживо код Јошија“ ("Live at Yoshi's"), 2000,
- „Ово је ново“ (""), 2002,
- „Имам две љубави“ (""), 2005,
- „Црвена земља“ ("Red Earth"), 2007,